# Camí d'Aixemoreres
El Camí d'Aixemoreres és un camí que circula pel terme de Reus, al Baix Camp. També s'anomena el camí de l'Aixemorera. Segons Ramon Amigó, la paraula Aixemorera vindria de la manera d'anomenar una patida de terra propietat d'un Morera, proposant que un conjunt de tres paraules («això d'en Morera») es va reduir a una de sola: Aix[o][d]e[n]morera = Aixemorera.
Procedeix del terme de la Selva, on hi ha la patida anomenada l'Aixemorera, i entra al terme de Reus pel Burgar, entre la Riera de la Quadra i el barranc del Pi del Burgar o del Burgar. Passa després vora el Mas del Llunes i del Mas de l'Hipòlit. És l'antic camí d'Almoster al Burgar. Diuen que, fa molt de temps, entrava al Burgar per un portal i que en aquest portal es pagava el delme, però segurament això és llegendari.